# Juncus salsuginosus
Juncus salsuginosus är en tågväxtart som beskrevs av Porphir Kiril Nicolai Stepanowitsch Turczaninow och Ernst Meyer. Juncus salsuginosus ingår i släktet tåg, och familjen tågväxter. Inga underarter finns listade i Catalogue of Life.